# Sapyeong-myeon
Sapyeong-myeon (koreanska: 사평면) är en socken i kommunen Hwasun-gun i provinsen Södra Jeolla i den södra delen av Sydkorea, 285 km söder om huvudstaden Seoul. Socknen hette tidigare Nam-myeon (남면), men bytte 1 januari 2020 till det nuvarande namnet.